# Berättelse om herr Roos
Berättelse om herr Roos är en kriminalroman av Håkan Nesser från 2008. Det är den tredje boken i en serie om kriminalinspektör Gunnar Barbarotti i den fiktiva svenska staden Kymlinge.
Del ett i serien är Människa utan hund (2006), del två är En helt annan historia (2007).